# 葛飾区窃盗放火事件
葛飾区窃盗放火事件（かつしかくせっとうほうかじけん）とは、2009年9月に東京都葛飾区で発生した窃盗及び放火事件。

## 概要
2009年9月8日、東京都葛飾区のアパートに男が侵入し、部屋にあったカップ麺をその場で食べて現金1000円を盗んだ上に、ストーブ内の灯油をまいて火をつけた。男は窃盗罪、住居侵入罪、現住建造物等放火罪で逮捕、起訴された。男は窃盗については認めたものの放火については否認した。

## 裁判

### 第一審・東京地裁
2010年7月8日、東京地裁（河合健司裁判長）は「放火について犯人と認定するには合理的疑問が残る」として懲役1年8か月の判決を言い渡した。判決理由では「住居侵入と窃盗は、割りばしの付着物のDNAが一致したことから認定できる」として窃盗罪と住居侵入罪に関しては有罪とした。しかし、現住建造物等放火罪については「被告が立ち去った後に第三者が侵入して放火した可能性を払拭できず、被告が犯人である可能性はかなり高いが、犯人とするには合理的疑いが残る」として無罪とした。検察側は判決を不服として控訴した。

### 判決・破棄差戻し
2011年3月29日、東京高裁（飯田喜信裁判長）は「前科の手口が今回の事件と似ている」として被告人の前科に対して証拠採用を拒否したのは違法だとして審理を東京地裁に差し戻した。弁護側は「裁判員には法的経験がなく、前科を過大評価しがちだ」と主張したが、判決では「前科の犯人と今回の犯人が同一である蓋然性が推認される以上、裁判員裁判かどうかにかかわらず、必要な関連証拠は取り調べるべきだ」として前科の立証は許されると結論付けた。裁判員裁判の判決を差し戻したのは初。弁護側は判決を不服として上告した。

### 上告審弁論
2012年7月20日、最高裁第二小法廷（竹﨑博允裁判長）で上告審弁論が開かれ、弁護側は「室内に灯油をまいて火を付けるのは犯人を識別できるほどの手口とはいえず、前科を証拠とするのは許されない」と、検察側は「手口に類似性があり、前科を間接証拠とするのは相当」と主張し、結審した。
2012年9月7日、最高裁第二小法廷（竹﨑博允裁判長）は前科を証拠として採用する場合について「前科に明らかな特徴があり、起訴内容と相当似ているため、同じ犯人と合理的に推認させる場合に限って許される」との初判断を示した。その上で今回の事件は「手口がさほど特殊とは言えない」として前科の立証が許されると判断した二審・東京高裁判決を破棄して審理を東京高裁に差し戻した。

### 差し戻し控訴審・東京高裁
2013年1月10日、東京高裁（小川正持裁判長）は「放火を被告の犯行と客観的に裏付ける物的証拠は一切ない」として一審・東京地裁の判決を支持し、検察側の控訴を棄却した。判決では、被告人の前科以外の間接証拠を検討した上で「『被告が犯人の可能性はかなり高いが、第三者の可能性も払拭できない』とした一審判断が不合理ととはいえない」と結論付けた。